# 奧爾良 (麻薩諸塞州)
奧爾良（英語：Orleans）是一個位於美國麻薩諸塞州巴恩斯特布爾縣的鎮。

## 人口
根據2020年美國人口普查的數據，奧爾良的面積為58.70平方千米，當中陸地面積為36.63平方千米，而水域面積為22.07平方千米。當地共有人口6307人，而人口密度為每平方千米107人。